# Демидов Юрій Геннадійович
Ю́рій Генна́дійович Деми́дов (нар. 3 лютого 1983 — пом. 5 вересня 2014) — солдат Збройних сил України, учасник російсько-української війни.

## Життєпис
Народився 1983 року в селі Радивноівка (також вказується село Богатир, Якимівський район Запорізької області). 2001 року закінчив Якимівське ПТУ-51. Пройшов строкову службу в лавах ЗСУ, по тому працював у Борисполі.
В чвсі війни — солдат-гранатометник 23-го батальйону територіальної оборони Запорізької області «Хортиця».
5 вересня 2014 року, ще до настання «часу тиші», солдати Збройних Сил України вибили бойовиків із Широкиного та продовжили наступ в напрямі Новоазовська — розпочалися дії о 6-й ранку українською артпідготовкою, після того рушили танки і регулярні частини, за ними — Нацгвардія і добровольчі батальйони. Вранці цього дня при спробі в складі першої мотопіхотної роти, посиленої танковою ротою 17ОТБ, з боєм зайняти місто Новоазовськ під час несподіваного мінометного обстрілу загинули бійці 23 ОМПБ — старші солдати В'ячеслав Комар, Володимир Попов та солдат Юрій Демидов. Юрій їхав на броні танку, коли в нього влучив снаряд.
Тіло Демидова було захоронене в селі Заїченко Новоазовського району. Після довгих перемовин 24 жовтня його вдалося вивезти до запорізького моргу. Після проведення експертизи ДНК воїна поховали в Радивонівці 28 листопада 2014 року.
Без Юрія лишились батьки, дві сестри та брат.

## Нагороди та вшанування
За особисту мужність і героїзм, виявлені у захисті державного суверенітету та територіальної цілісності України, вірність військовій присязі під час російсько-української війни, відзначений — нагороджений
- 29 вересня 2016 року — орденом «За мужність» III ступеня (посмертно)[3]
- 21 квітня 2016 року — орденом «За заслуги перед Запорізьким краєм» ІІІ ступеня (посмертно)[4]
- Його портрет розміщений на меморіалі «Стіна пам'яті полеглих за Україну» у Києві: секція 4, ряд 2, місце 21
- Вшановується в меморіальному комплексі «Зала пам'яті», в щоденному ранковому церемоніалі 5 вересня[5]